# Stan Van Dessel
Stan Van Dessel (Diest, 24 juli 2001) is een Belgisch voetballer die sinds 2024 uitkomt voor MVV Maastricht.

## Carrière

### STVV
Van Dessel genoot zijn jeugdopleiding bij KVC Langdorp, Adelanto voetbalacademie, Oud-Heverlee Leuven en STVV. Bij die laatste club maakte hij op 2 augustus 2019 zijn debuut in de Jupiler Pro League: op de tweede speeldag kreeg hij van trainer Marc Brys een basisplaats tegen Club Brugge (6-0-nederlaag). Van Dessel werd in de 56e minuut gewisseld voor Wataru Endo. In de vier daaropvolgende competitiewedstrijden kreeg hij een invalbeurt. Daarna kreeg hij in het seizoen 2019/20 geen speelminuten meer tijdens een officiële wedstrijd van het eerste elftal, maar dat belette STVV niet om hem een profcontract te bieden.
In het seizoen 2020/21 kreeg hij, na meer dan vier maanden out te zijn geweest met een knieblessure die hij opliep tijdens een beloftenwedstrijd tegen Lierse Kempenzonen, op de 29e speeldag een basisplaats tegen Sporting Charleroi. Op de speeldag daarvoor had trainer Peter Maes hem al kort laten invallen tegen KAS Eupen. In april 2021 kwam Van Dessel, die op het einde van het seizoen een contractverlenging tot 2024 ondertekende, in alle vier de resterende competitiewedstrijden in actie.
In de zomer van 2021 kende Van Dessel een goede seizoensvoorbereiding onder de nieuwe trainer Bernd Hollerbach, waarna hij tijdens de eerste drie competitiewedstrijden van het seizoen titularis was. Op 21 augustus 2021 sloeg het noodlot alweer toe voor Van Dessel: in de competitiewedstrijd tegen KV Kortrijk, waar hij net als tegen KAS Eupen een week eerder invaller was, scheurde hij de kruisbanden van zijn linkerknie. Van Dessel moest voor de rest van het seizoen geblesseerd toekijken.
Op 30 juli 2022 maakte Van Dessel zijn langverwachte comeback: op de tweede competitiespeeldag liet trainer Bernd Hollerbach hem in het 1-1-gelijkspel tegen KAA Gent in de 82e minuut invallen.  Bij zijn eerste baltoets leverde Van Dessel meteen een assist af, want Daichi Hayashi kopte zijn corner binnen. Van Dessel kwam in het seizoen 2022/23 twintig keer aan spelen toe in de competitie, al viel zijn speeltijd wel drastisch terug na de jaarwisseling.
Van Dessel begon het seizoen 2023/24 nog bij STVV, waar de nieuwe trainer Thorsten Fink hem op de eerste vier speeldagen liet invallen – tegen Standard Luik en KV Kortrijk in de blessuretijd, tegen RSC Anderlecht en KAA Gent telkens een halfuur voor tijd. In september 2023 trok de 22-jarige middenvelder, die als een van de zes centrale middenvelders in de kern van Fink opnieuw weinig zicht had op een basisplaats, toch definitief de deur van Stayen achter zich dicht.

### Lierse Kempenzonen
In september 2023 maakte Van Dessel op definitieve basis de overstap van STVV naar tweedeklasser Lierse Kempenzonen. Van Dessel ondertekende een contract voor één seizoen met optie op het Lisp, . Van Dessel was in zijn debuutseizoen, dat op sportief vlak tegensloeg voor Lierse Kempenzonen, een vaste waarde in de basisploeg. Desondanks werd de samenwerking tussen Van Dessel en Lierse na één seizoen beëindigd.

### MVV Maastricht
In juni 2024 ondertekende Van Dessel een driejarige contract met optie op een extra jaar bij de Nederlandse eerstedivisionist MVV Maastricht.

## Clubstatistieken
| Seizoen         | Club               | Land               | Competitie      | Competitie | Competitie | Beker | Beker | Supercup | Supercup | Europees | Europees | Totaal | Totaal |
| Seizoen         | Club               | Land               | Competitie      | Wed.       | Dlp.       | Wed.  | Dlp.  | Wed.     | Dlp.     | Wed.     | Dlp.     | Wed.   | Dlp.   |
| --------------- | ------------------ | ------------------ | --------------- | ---------- | ---------- | ----- | ----- | -------- | -------- | -------- | -------- | ------ | ------ |
| 2019/20         | Sint-Truidense VV  | Vlag van België    | Eerste klasse A | 5          | 0          | 0     | 0     | —        | —        | —        | —        | 5      | 0      |
| 2020/21         | Sint-Truidense VV  | Vlag van België    | Eerste klasse A | 6          | 0          | 0     | 0     | —        | —        | —        | —        | 6      | 0      |
| 2021/22         | Sint-Truidense VV  | Vlag van België    | Eerste klasse A | 5          | 0          | 0     | 0     | —        | —        | —        | —        | 5      | 0      |
| 2022/23         | Sint-Truidense VV  | Vlag van België    | Eerste klasse A | 20         | 0          | 1     | 0     | —        | —        | —        | —        | 21     | 0      |
| 2023/24         | Sint-Truidense VV  | Vlag van België    | Eerste klasse A | 4          | 0          | 0     | 0     | —        | —        | —        | —        | 4      | 0      |
| 2023/24         | Lierse Kempenzonen | Vlag van België    | Eerste klasse B | 20         | 2          | 2     | 0     | —        | —        | —        | —        | 22     | 2      |
| 2024/25         | MVV Maastricht     | Vlag van Nederland | Eerste Divisie  | 6          | 1          | 0     | 0     | —        | —        | —        | —        | 6      | 1      |
| Carrière totaal | Carrière totaal    | Carrière totaal    | Carrière totaal | 66         | 3          | 3     | 0     | 0        | 0        | 0        | 0        | 69     | 3      |

Bijgewerkt op 11 april 2025.